# Consonante postalveolare
In fonetica articolatoria, una consonante postalveolare (o prepalatale) è una consonante, classificata secondo il proprio luogo di articolazione, che fa parte del più ampio gruppo delle consonanti con articolazione dentale-alveolare, il quale comprende anche le consonanti dentali e alveolari, le cui differenze sono in genere trascurate se non nel caso delle fricative.
Una consonante postalveolare viene articolata accostando la parte anteriore della lingua alla parte anteriore del palato, subito dietro gli alveoli, in modo che l'aria, costretta dall'ostacolo, produca un rumore nella sua fuoriuscita.

## Le consonanti
Per le consonanti di questo gruppo, si rimanda alla voce consonante alveolare: a differenziarsi da esse, sono solo le consonanti fricative, e di conseguenza le relative affricate, che l'alfabeto fonetico internazionale elenca come:
- [ʃ] Fricativa postalveolare sorda
- [ʒ] Fricativa postalveolare sonora
- [ʧ] Affricata postalveolare sorda
- [ʤ] Affricata postalveolare sonora
- [ɧ] Fricativa dorsopalatale velare sorda
- [tʃʼ] Eiettiva postalveolare affricata